# Parcul Național Nistrul de Jos (Republica Moldova)
Nistrul de Jos este o arie protejată din Republica Moldova, parc național și zonă umedă de importanță internațională. Suprafața totală este de 61.883,99 ha. Obiectivul este administrat de autoritățile administrației publice centrale și locale, cât și persoane fizice și juridice.

## Istoric
Zona Nistrului de Jos este recunoscută ca fiind o parte importantă a patrimoniului natural și cultural al Republicii Moldova, fiind studiată de ecologiștii sovietici și moldoveni, mai recent de Societatea Ecologică „BIOTICA”. Albiile vechi ale Nistrului sunt cunoscute sub denumirea „Nistrul Chior” și adăpostesc numeroase specii de animale, mai ales păsări, caracteristice zonelor umede.
Zona umedă de importanță națională „Nistrul de Jos” a fost acceptată la 20 august 2003 cu nr. 1316 (3MD003) în Lista Ramsar de către Secretariatul Convenției Ramsar și este reprezentată de aria naturală „Nistrul Inferior”, care cuprinde sectorul de luncă a Nistrului de Jos, între localitățile Copanca și Palanca.
La 31 martie 2022, Parlamentul Republicii Moldova a adoptat atribuirea statutului de parc național. Legea a intrat în vigoare la 22 aprilie.

## Geografie

### Amplasare geografică
Nistrul de Jos se întinde în partea de sud-est a Republicii Moldova, la 8 km sud de Bender și la 40 km de Odesa. Distanța de la Chișinău este de 75 km până la limita nordică a teritoriului și 156 km până la extremitatea sud-vestică, punctul vamal Palanca. Suprafața exactă este 61.883,99 ha, iar pe site-ul Convenției Ramsar suprafața este indicată ca 60.000 ha.
Parcul național se întinde pe teritoriul mai multor sate din sud-estul Moldovei:
| raionul Căușeni | raionul Ștefan Vodă | raionul Slobozia din Stânga Nistrului                                                         |
| --- | --- | --------------------------------------------------------------------------------------------- |
| - Chițcani, Merenești și Zahorna – 1.229 ha - Cîrnățeni – 1.636 ha - Copanca – 2.943 ha - Cremenciug – 2.299 ha - Grădinița, Leuntea și Valea Verde – 2.417 ha - Plop-Știubei – 3.300 ha | - Cioburciu – 6.049 ha - Crocmaz – 3.200 ha - Olănești – 3.453 ha - Palanca – 3.838,71 ha - Purcari și Viișoara – 4.262,62 ha - Răscăieți și Răscăieții Noi – 4.288 ha - Talmaza – 11.148,66 ha - Tudora – 2.446 ha | - Cioburciu – 2.040 ha - Corotna – 1.648 ha - Hlinaia – 3.085 ha - Nezavertailovca – 2.601 ha |

Teritoriul, cu o lățime variabilă, se întinde de-a lungul luncii fluviului, într-o zonă cu multe meandre și terase adiacente. În total se numără aproximativ 30 de meandre, multe dintre care sunt parțial închise. Malul stâng este acoperit preponderent de perdele forestiere. Teritoriul cuprinde biotopuri de luncă inundabilă, habitate de colină, stepă și silvostepă.

### Zone naturale
Regiunea Nistrului de Jos îmbină un complex de habitate naturale și artificiale, unite prin fluviu și fâșia de protecție de-a lungul digului anti-viitură. Pe meandre sunt amplasate grădini și alte terenuri agricole, majoritatea însoțite de perdele forestiere.
Nucleul principal îl constituie sectorul „Lunca Talmaza”, zonă-nucleu a rețelei ecologice naționale, care include masive de pădure cu poieni, un lac, canale cu apă permanentă sau periodică, băltoace, mlaștini, lunci și terenuri agricole abandonate. În zona umedă se găsesc încă 3 zone-nucleu de importanță națională și 4 de importanță locală.

### Relief
Relieful variază în dependență de lățimea luncii fluviului și a teraselor adiacente. Altitudinea medie a zonei este de 22 m deasupra de nivelul mării, altitudinea maximă, 193 m, se înregisrează la vest de Copanca, iar altitudinea minimă, -1,75 m (sub nivelul mării), se află în lunca dintre satele Crocmaz și Olănești. Partea de nord-vest este mai compactă și mai deluroasă; aici sunt amplasate cele mai mari sectoare forestiere, iar lunca fluviului în această regiune ocupă aproape jumătate din suprafață. Partea de sud-est, mai mică, include un sector forestier de dimensiune medie (Împărăteasa) și câteva plantații forestiere mici pe terase, cât și o fâșie aproape neîntreruptă de păduri de luncă inundabilă pe meandrele adânci, unită de fâșia forestieră riverană și liziera bălților de trestie a limanului Nistrului.
Relieful de colină este caracterizat de versanți de 4°-16°, printre care se întâlnesc terase și mai abrupte. În luncă, relieful este plan, lucru cauzat, în mare parte, de desfășurarea activităților agricole. În cursul de jos al fluviului, după satul Crocmaz, în luncă se evidențiază o cumpănă a apelor (coamă) îngustă, de înălțime mică și destul de plană, cu o lățime nu mai mare de 50-100 m, care desparte porțiunea inundabilă de dimensiune mare de albia fluviului.
Albia fluviului formează multe meandre aproape închise și fragmente sinusoidale slabe. Malurile de dreapta sunt abrupte, cu o înălțime de 1-3 m. Lățimea luncii inundabile este de 3-8 km. Terasele superioare ale luncii fluviului sunt uneori întrerupte și întretăiate de râpe, dar în general sunt moderat abrupte și cu fragmente de alunecări de teren.

### Hidrologie

#### Ape de suprafață
Lățimea albiei Nistrului în zona de jos variază între 100 și 200 m. Adâncimea este de 1,6-2,5 m în locurile cu adâncime mică și ajunge până la 16 m în locurile cu vârtejuri. Brațul Turunciuc are o lățime de 70 m și o adâncime medie de 6 m. Albia veche, de 32 km lungime, are o lățime de 40 m și o adâncime de 4-12 m. Pe timp de secetă, albia veche se reduce la doar un metru, iar uneori seacă complet.
În complexul natural „Lunca Talmaza” se întinde lacul Adana, cu lungimea de 2,4 km și lățimea de 100 m. Pe tot teritoriul luncii se pot întâlni băltoace, canale, mlaștini și ape de mică adâncime, îndeosebi cele care se usucă. De-a lungul digului anti-viitură de lângă Lunca Talmaza este amplasat un canal cu lungimea de 5 km, adâncimea de 1-4 m, lățimea de până la 50 m, care ajunge până la 150 m în timpul revărsărilor. Canalul principal al rețelei de drenaj a canalelor în lunca dintre satele Olănești și Crocmaz are o lungime de aproximativ 3,5 km, lățime de 40 m și adâncime de 4 m. Rețele de canale de drenaj există în toate luncile desecate.
Relieful jos permite formarea de noi bazine acvatice permanente. De exemplu, în primul meandru situat la est de Crocmaz, în trecut drenat și ocupat cu terenuri agricole, s-a format, după viitura de proporție din 2008, un lac cu suprafața de aproximativ 50 ha și cu nivelul fundului cu 2-4 m mai jos de nivelul fluviului Nistru. Lacul se menține, probabil datorită legăturii cu fluviul prin apele subterane. Este posibilă formarea altor bazine acvatice asemănătoare în meandrele îndiguite în jos pe cursul fluviului, începând de la Cioburciu pe malul drept al Nistrului. Regimul hidrologic este destul de instabil, astfel încât se așteaptă formarea unor noi lacuri. Un factor care ar contribui este frecvența tot mai ridicată a viiturilor.
Viiturile se produceau în trecut o dată la aprox. 10 ani, dar între anii 2008 și 2010 – de exemplu – s-au produs în fiecare an. Cota maximă a creșterii nivelului apelor de primăvară în comparație cu nivelul convențional constituie 4,5-5,8 m, viteza de ridicare a apei este de 0,4-6,2 m pe zi. În fiecare iarnă și toamnă au loc de obicei 3-5 viituri (mai rar 12-15), cu o durată medie de 10-15 și maxim 55 de zile. În anii secetoși numărul viiturilor se micșorează până la una sau două.

#### Sistemul de drenaj
Lunca este complet îndiguită. Influența chimică a agriculturii s-a micșorat considerabil după destrămarea URSS, dar eroziunea eoliană a solurilor și parțial cea acvatică duce la eutroficarea fluviului, în special în locurile unde se întrerupe fâșia forestieră de protecție a apelor. Pășunatul ilegal de pe malurile fluviului la fel contribuit la eutroficare.
Sistemul de drenaj nu mai au o administrare integrală. Canalele sunt înnămolite, iar pomparea apelor nu se mai întreprinde din cauza prețurilor înalte la energia electrică. Starea nefuncțională a sistemului de drenaj a dus la o degradare periculoasă a albiei vechi a Nistrului și la răspândirea salinizării solurilor pe terenurile drenate. Pe de altă parte, acest fapt duce la abandonarea terenurilor, restabilirea mlaștinilor și a luncilor, stimularea trecerii la un asolament și pășunat ecologic justificat.
Albia veche formează un suport pentru cursurile apelor subterane pe versanții teraselor. În prezent, însă, aceasta este foarte înnămolită și a pierdut legătura cu cursul principal din cauza construcției digului antiviitură și a valorificării agricole a luncii. Există un mare pericol ca albia veche să fie înmlăștinită, deoarece alimentarea cu apă este menținută acum doar de precipitațiile atmosferice, scurgerile de suprafață, izvoare și rareori de viiturile de pe Nistru.
Digul anti-viitură construit de-a lungul fluviului și sistemul de drenaj în porțiunea valorificată a luncii au condiționat uscarea, în anii cu puțină apă, a biotopurilor palustre din Lunca Talmaza. Această problemă este parțial compensată de canalele create odată cu construcția digurilor, care leagă multe mlaștini mici și băltoace. De exemplu canalul amplasat de-a lungul digului de stat asigură lacul Adana cu apă din Nistru. În perioadele de după viiturile mari, inundarea ecosistemelor terestre are o durată extinsă (până la 3 luni), deoarece digul împiedică evacuarea naturală a apelor. Periodic, au loc inundații foarte mari care amenință să rupă digul.

#### Calitatea apei
Apele Nistrului de Jos sunt atribuie la apele hidrocarbonate de clasa a doua cu o mineralizare de 395-638 mg/l și cu un conținut de oxigen dizolvat nu mai mic de 88,4%. Conținutul mediu de particule în suspensie este de aprox. 29,5 mg/l (de la 180-420 mg/l în trecut). Apa este poluată cu substanțe organice și altele care conțin azot, cu fenol, produse petroliere și metale, mai ales pe cursul fluviului mai jos de Bender.
Cantitatea de diferite substanțe în apele zonei protejate este următoarea:
- sulfați: 71,2-92,2 mg/l
- clorizi: 26,9-47,9 mg/l
- sodiu: 29,0-41,4 mg/l

Calitatea apei este suficient de bună pentru a fi folosită la irigații.

### Climă
Clima este temperat-continentală, sub influența Mării Negre cu dominația maselor de aer dinspre Oceanul Atlantic. Vânturile suflă dinspre nord și est cu o viteză medie de 2-5 m/s. Temperatura medie anuală variază între 9-10°C, cu minima absolută -29°C și maxima absolută +38°C. Cantitatea anuală de precipitații este de cca. 450 mm. Iernile sunt moderatemai rar cu geruri aspre. Stratul de zăpadă se păstrează în medie aprox. 30-40 zile pe an, cu o grosime medie de 10 cm. Fluviul este înghețat timp de 4-15 zile. Zăpada se topește cel mai des în primele zile ale lui martie, iar primăvara este, de obicei, caldă. Vara este destul de fierbinte, toamna până în noiembrie este caldă și cu ploi neînsemnate. Deseori sunt înregistrate înghețuri, secete, vânturi uscate și fierbinți, furtuni, grindine, averse, vifore, moină. Primele înghețuri se înregistrează câteodată la sfârșit de septembrie, dar mai des la mijloc de octombrie.

### Pedologie
Stratul de soluri s-a format, în cea mai mare parte, pe sedimentările cuaternare, reprezentate de argile, soluri argilo-nisipoase și soluri nisipo-lutoase (mai ales în lunca inundabilă a Nistrului). Se evidențiază două tipuri de bază: soluri de luncă inundabilă și cele de pe terasele Nistrului, unde predomină cernoziomurile cu profil întreg. În partea de est sunt răspândite soluri erodate. Dată fiind situația politică complicată din regiune, cercetarea solului pe cele două maluri ale Nistrului se face separat.

#### Solurile malului drept al Nistrului
Pe malul drept al Nistrului predomină cernoziomurile carbonatice (26,9%), o suprafață mai mică este ocupată de cernoziomurile tipice (8,2%) și de solurile xerofite de pădure (6,1%), amplasate pe sectoarele nu prea mari de păduri de stejar pufos. În lunca inundabilă a Nistrului se întâlnește toată gama de soluri aluviale, iar în vâlcele solurile deluviale. În total sunt înregistrate peste 60 de tipuri de soluri. Cele mai fertile sunt cernoziomurile tipice și cernoziomurile carbonatice viguroase. Rezervele de humus în stratul de un metru de la suprafață al cernoziomurilor obișnuite și carbonatice constituie 250-310 t/ha (tone pe hectar). În lunca inundabilă, pe fundurile râpelor, acolo unde apele subterane se găsesc la o adâncime de până la 5 m, s-au format „mocirle” de luncă, soluri cernoziomice de luncă, aluviale de luncă tipice și erodate, precum și solonețuri și soluri stratificate salinizate. Se mai întâlnesc și soluri aluviale înnămolite-mlăștinoase, precum și alte tipuri de soluri cu umiditate temporară sau de lungă durată. Compoziția granulometrică a solurilor este variată.
În 2004, 43,4% din suprafața totală a solurilor o reprezentau solurile degradate și cu surplus de umiditate. Toate aceste terenuri sunt incluse în circuitul agricol. Amplasarea alăturată a terenurilor neerodate și a celor erodate formează un aspect eterogen al solului și duce la fragmentarea intensă a acestuia.
Solurile aluviale (de luncă) este unul reprezentativ în învelișul de soluri al zonei. Solurile de luncă inundabilă sunt formațiuni noi de sol aluvial. Procesele aluviale cuprind pe de o parte eroziunea albiei, care provoacă „întinerirea” periodică a albiei fluviului și a sectoarelor adiacente ale luncii, iar pe de altă parte acumulări pe suprafața luncii ale scurgerii solide ale fluviului. În lunca Nistrului are loc inundarea periodică a luncii sale cu apă din fluviu; în astfel de cazuri se umezesc considerabil solurile și întreg stratul de depuneri aluviale. Inundarea condiționează un caracter mai hidromorfic de formare a solurilor pe teritoriul luncii. O trăsătură importantă a solurilor de luncă este biogeneza lor înaltă, condiționată de accelerarea circuitului substanțelor și a procesului de formare a solurilor.
Ca rezultat al prezenței îndelungate a apelor de suprafață și a celor subterane, lunca inundabilă este afectată de salinizare. 
Aici sunt concentrate, de obicei, cele mai mari sectoare de solonceacuri veritabile, iar pe terenurile valorificate și irigate câteva zeci de ani în urmă au apărut solonețuri secundare. Aceste soluri conțin bicarbonat foarte rar și în concentrații nu prea mari.
Solurile rare includ solurile aluviale stepizate, numite și cernoziomice de luncă, care reprezintă un grup de tranzit de la solurile de luncă inundabilă la cernoziomurile carbonatice. Mai pot fi identificate și soluri de calitate superioară, precum cernoziomurile cu profil întreg obișnuite, dar și cernoziomice de luncă și cele aluviale.

#### Solurile malului stâng al Nistrului
Malul stâng al Nistrului găzduiește 21 tipuri de sol. Majoritatea (92% din suprafață) o reprezintă solurile tipice de luncă  inundabilă (granulate) și stratificate cu diferită compoziție mecanică, dar se întâlnesc și soluri înnămolite–mlăștinoase, mlăștinoase și soluri cu un nivel înalt al apelor subterane. Solurile sunt sărace în nitrați și se evidențiază printr-o cantitate mare de fosfați. Solurile salinizate ocupă 6,5% din suprafața regiunii.

## Geologie și paleontologie
Zona este situată la marginea platformei tectonice est-europene⁠(d), unde intensitatea cutremurelor poate atinge 6 grade pe scara Richter. Activitatea tectonică actuală a regiunii se confirmă prin ridicarea scoarței terestre până la +2 mm/an și coborârea acesteia în cursul de jos al Nistrului, cu -2 mm/an în sudul extrem.
Partea nordică a teritoriului s-a constituit în timpul transgresiunii sarmatice a miocenului, formată din calcar, lut și nisip, iar spațiul cumpenei apelor s-a format în timpul transgresiei ponțiene a pliocenului. Rocile miocenului sunt răspândite pe întreg teritoriul și sunt reprezentate prin depuneri începând cu faciesuri maritime până la cele continentale, care se descoperă în luncile Nistrului și ale afluenților săi. Cele mai joase secțiuni ale luncii inundabile au depuneri în porțiunea superioară a substratului basarabean al etajului sarmațian, în componența cărora un rol important îl joacă calcarele, precum și argila și nisipurile. Pe porțiunile mai înalte rolul calcarelor scade considerabil și crește importanța argilei. Porțiunile superioare ale pantelor și cumpenele apelor de înălțime mică sunt formate din depozite ale etajului geologic meoțian, iar cele mai înalte cumpene de apă sunt formate din rocile etajului ponțian. Perioada cuaternară este prezentată de depozite de origine deluvială, eoliano-deluvială și coluvială. Lunca inundabilă este constituită de aluviuni recente.
În satul Slobozia, la o adâncime de 30-50 m, se găsesc izvoare cu ape minerale. Această regiune este o parte a Mării Sarmatice, de aceea substratul geologic este sărat, iar apele minerale sunt destul de răspândite.
Zona include trei amplasamente paleontologice ale faunei fosile din miocenul târziu: râpa lui Albu, râpa din Purcari și „Râpa de Piatră”, toate reprezentând monumente naturale geologice și paleontologice protejate de stat. Au fost descoperite oseminte ale mai multor mamifere, printre care:
- carnivore (Simocyon primigenius Wagn., Mustela palaettica Weit., Ictitherium robustum Gaug., Crocuta eximia Roth. et Wagn., Machirodus schlosseri Weit., Machairodus cultridens Gaud. etc.)
- proboscidieni (Choerolophodon pentalici Gaud et Lart., mastodont și dinoteriu)
- imparicopitate (strămoșii cailor Hipparion cf. gromova Gab. și Hipparion cf. moldavicum Grom., rinocerii Aceratherium incisivum Kauh. și Dicerorhinus schleiermachheri Kaup.)
- paricopitate (Cervus sp. Paleotragus rouenii Gaud., Helladotherium divernoyi Gaud et Lart., Tragocerus frolovi Pavl., Palaeoryx stutzeli Schlos., Gazella deperdita Gervalis)

Au mai fost descoperite broaște teștoase din specia Protestudo bessarabica Rjab.

## Valoare naturală
Cu un număr impunător de specii de plante și animale, Nistrul de Jos este aria protejată cu cea mai mare biodiversitate din Republica Moldova. Aceasta se datorează diversității condițiilor naturale ale fluviului puternic meandrat, cât și de eterogenitatea teritoriului. Biotopurile naturale și semi-naturale numără 22 tipuri și cuprind biotopuri acvatice, de păduri de luncă și de colină, de stepă etc.
Pădurile seculare de plop, dispărute aproape în totalitate în Europa, adăpostesc specii protejate de lilieci. Pădurile de frasin amplasate în luncă sunt un ecosistem de importanță paneuropeană, iar luncile cu iarbă înaltă sunt ecosisteme deficitare în regiune. Tot aici s-au păstrat fragmente mici de gârnețuri și stepă.

### Diversitatea de ecosisteme
Zona Nistrului de Jos se află la intersecția regiunilor biogeografice de silvostepă podoliano-moldovenească, cea dunăreană și cea de stepă Azov-Marea Neagră. Această împrejurare, în combinație cu relieful complicat și activitatea antropogenă, au format o diversitate mare de ecosisteme.

#### Biotopuri acvatice
Diversitatea biotopurilor acvatice este ilustrată de șapte tipuri prezente aici:
1. Fluviul, cu o varietate mică de plancton și bentos, în schimb microorganismele, macrofiții și mai ales peștii sunt destul de variate.
2. Lacurile și bălțile de luncă se unesc, mai ales în timpul viiturilor mari. Aceste ecosisteme palustre sunt foarte bogate în alge (1.300 de specii și subspecii), dar și în vegetație acvatică superioară, fitoplancton și zooplancton.
3. Biotopul albiei vechi a fluviului Nistru ocupă locul al doilea după volumul de apă, potențialul de resurse și de recreere, însă ecosistemul acvatic degradează din cauza înnămolirii și eutrofizării.
4. Canalul este un ecosistem de ape stătătoare aflate în permanentă interacționare cu fluviul. Apariția ecosistemului este o consecință a construirii digului de stat anti-viitură și unește fragmentele păstrate ale ecosistemelor luncii.
5. Sistemele de drenaj cu apă dulce, împreună cu heleșteele și bazinele de apă înmlăștinite legate cu acestea reprezintă o colecție de rezervoare acvatice artificiale foarte variate.
6. Canalele cu apă puțin sărată nu au legătură cu Nistrul decât prin apele subterane. S-au format în lunca drenată și îndiguită, consecință a micșorării nivelului apei. Cristalele de sare au trecut, de la depunerile geologice, spre straturile superioare.
7. Ecosistemele pâraielor și râulețelor

#### Habitate terestre
Habitatele terestre numără 15 tipuri de biotopuri, clasificate în trei categorii mari: pădurile de luncă inundabilă, pădurile de colină, și luncile și stepele naturale.
Pădurile de luncă inundabilă sunt reprezentate pe teritoriile respective de către toate formațiunile de pădure din regiunea Nistrului de Jos. Lunca Talmaza este cel mai integru masiv de pădure pe Nistru și cel mai valoros complex din zonă după diversitatea biologică și peisagistică. Sunt identificate comunități de salcie albă și plop alb, cât și păduri de frasin, unice pentru Moldova și de importanță europeană. Pe alocuri este numeroasă specia străină extrem de agresivă Acer negundo. Pădurile de luncă inundabilă includ patru biotopuri tipice:
1. Pădurea periodic inundată este reprezentată de șase asociații de plop. Domină specia plopul alb, având ca vecini copaci de stejar pedunculat, salcie albă, frasin obișnuit și velniș. Biotopul găzduiește un număr mare de specii de mamifere protejate de Convențiile internaționale, în special chiroptere.
2. Pădurile riverane înmlăștinate de salcie sunt biotopuri tinere sărace. Pădurile de salcie albă conțin deseori arbuști ai speciilor Salix triandra și Salix purpurea.
3. Pădurea aluvială cu dominarea frasinului este un tip de habitat rar, care necesită protecție. Asociația dominantă este Fraxinetum (excelsior)-Populus (alba) ulmosum.
4. Plantațiile artificiale monodominante conțin specimene de plop alb, frasin obișnuit și stejar pedunculat.

Pădurile de colină cuprind preponderent plantații artificiale și arboreturi de stejar pufos (Quercus pubescens) și stejar pedunculat (Quercus robur), multe dintre care sunt degradate, iar reproducerea semincieră este foarte redusă. Există însă sectoare de gârnețuri – complex din fragmente de pădure de stejar pufos parțial cu reproducere semincieră și poieni de stepă, în covorul ierbos al cărora s-au conservat specii de plante rare pentru Moldova. Pădurile de colină formează cinci tipuri de biotopuri:
1. Pădurea semiaridă curtină de stejar pufos este un biotop natural de bază, cu o diversitate deosebit de înaltă de floră și faună
2. Dumbrăvile semiaride de stejar pedunculat includ și păduri din ecotipul de sud al acestei specii de stejar.
3. Desișurile naturale și artificiale de arbori și arbuști pe versanți abrupți sunt un habitat important pentru păsări și șerpi. includ specii de stejar, frasin și salcâm alb, precum și numeroși arbuști: Cornus mas, Cotinus coggygria, Prunus spinosa, Crataegus monogyna, Viburnum lantana.
4. Plantațiile forestiere cu o structură complexă sunt biotopuri atrăgătoare pentru copitate și mamifere răpitoare. Sunt dominate de stejar, frasin și carpen.
5. Plantațiile de salcâm anti-erozionale și cu destinație de producere sunt habitate cu biodiversitate redusă.

Luncile și stepele primare au fost distruse aproape în totalitate în Republica Moldova, cu mici excepții; cu toate acestea, în Nistrul de Jos au fost descoperite peste 60 de formațiuni ierboase, inclusiv unele primare. Există potențial pentru restabilirea luncilor din contul terenurilor arabile părăsite. Sunt identificate șase biotopuri ierboase, toate au nevoie foarte mare de restabilire:
1. Teritoriile ierboase uscate naturale (stepele) sunt cele mai rare, dar cele mai valoroase pentru plante și insecte entofile. Sunt răspândite stepele de luncă și cele veritabile, dar stepele subtropice au dispărut practic cu totul. Predomină comunități de Festuceto (valesiaca) și Stipeta. Unele specii de insecte găzduite aici fac parte, ca nivel de protecție, din categoria speciilor vulnerabile.
2. Covoarele ierboase și pășunile uscate și înburuienite sunt cele mai răspândite în habitatele seminaturale deschise de colină. Predomină Festuceto (valesiaca) și Bothriochloeta (ischaemum)
3. Luncile inundabile cu ierburi înalte sunt cele mai capabile să regenereze spontan pe terenurile abandonate. Prezintă comunități de Elytrigia repens, Poa pratensis, Agrostit gigantea ș.a. Este un tip de habitat deosebit de deficitar în regiunea nord-vestică a țărmului Mării Negre, dar foarte important pentru mai multe specii de păsări palustre.
4. Pășunile de luncă sunt reprezentate preponderent de o combinație de patru specii: Elytrigia repens (cea mai numeroasă), Lolium perenne, Poa pratensis și Agrostis stolonifera.
5. Luncile înmlăștinite și bălțile s-au păstrat în Lunca Talmaza, sectorul Diculi și, în sectoare de mici dimensiuni, în fâșiile riverane de protecție a apelor. Cele mai răspândite comunități sunt Alopecureta aequalisi, cariceta acutiformisi, Eleocharieta palustrisi și Phalaroides arundinaceus.
6. Mlaștinile ierboase ocupau inițial suprafețe importante, astăzi fiind limitate doar la spațiul de-a lungul canalelor și pe sectoarele inundate și cele umezite. Este un habitat al multor specii protejate.

### Floră
În listele internaționale de protecție, flora est-europeană este reprezentată foarte puțin, doar 7 specii de plante din Nistrul de Jos fiind incluse în listele speciilor strict protejate ale Convenției de la Berna⁠(d). Multe specii din Cartea Roșie a Republicii Moldova pot fi întâlnite aici, printre care numeroase specii de stepă: ghiocelul-de-toamnă (Sternbergia colchiciflora), hodoleanul tătăresc (Crambe tataria), volbura lineată (Convolvulus lineatus) etc. Se întâlnește și zăvăcusta (Astragalus dasyanthus), specie endemică regiunii de nord-vest a Mării Negre. Sunt prezente specii rare de pădure, precum vița-de-pădure (Vitis sylvestris), și de luncă și palustre, precum nufărul alb (Nymphaea alba). Din cele 244 specii protejate de plante superioare din republică, flora Nistrului de Jos include 147, iar 27 se întâlnesc numai aici.

### Faună
Albiile vechi ale Nistrului, de diferite vârste, găzduiesc păsări și altă faună a zonelor umede. Alternarea terenurilor agricole cu cele naturale creează condiții bune pentru păsări, atât pentru construirea cuiburilor, cât și pentru achiziționarea hranei. Teritoriul este amplasat pe artera transfrontalieră nistreană de migrație a păsărilor și, conform studiilor Societății „BIOTICA” realizat de Josan et al., este „un punct important de odihnă și hrană, unicul după valoare reală după lacul de acumulare Dubăsari”. Zona este unul din cele mai importante locuri de acumulare a păsărilor hidrofile.
Multe păsări sosesc aici din Ucraina pentru a se hrăni. Printre ele se observă stoluri de țigănuș (Plegadis falcinellus) în număr de 200-300 de păsări, pelicani comuni (Pelecanus onocrotalus), un număr foarte mare de stârci — stârcul galben (Ardeola ralloides), egreta mică (Egretta garzetta), egreta mare (Ardea alba) etc. —, cocostârcul alb (Ciconia ciconia), unele păsări răpitoare — gaia neagră (Milvus migrans), șorecarul comun (Buteo buteo), vânturelul roșu (Falco tinnunculus), șoimul rândunelelor (Falco subbuteo) —, cât și specii mai rare, ca acvila pitică (Hieraaetus pennatus), vânturelul de seară (Falco vespertinus) etc. În total, numărul de specii de păsări atinge 228, dintre care 127 specii sunt cuibăritoare, iar 101 sunt migratoare, inclusiv sezoniere.
Mamiferele sunt reprezentate de 54 de specii, printre care vulpea (Vulpes vulpes), iepurele, vidra de râu (Lutra lutra), nurca europeană (Mustela lutreola), pisica sălbatică (Felis sylvestris), cârtița (Talpa europaea), hermelina (Mustela erminea), bursucul (Meles meles), lilieci. Dintre copitate, se evidențiază căprioara (Capreolus capreolus), mai puțin mistrețul (Sus scrofa). Aici viețuiește una din cele mai viabile populații de cerbi nobili (Cervus elaphus) din țară. Lunca Talmaza are o concentrație mare de lilieci, cu un efectiv de 20 mii de indivizi, în total 14 specii, printre care Myotis bechsteinii, Nyctalus lasiopterus.
Pe terasele superioare viețuiesc, în populații relativ mari, șerpi rari pentru Republica Moldova, inclusiv șarpele-cu-patru-dungi (Elaphe quatuorlineata), șarpele-cu-abdomen-galben (Dolichophis caspius). Pe teritoriul luncii a fost înregistrată o populație numeroasă de broaște țestoase de baltă (Emis orbicularis). Libelulele, un grup de insecte caracteristice zonelor umede, sunt prezente în Nistrul de Jos într-un număr de 34 de specii, adică 64% din numărul total estimat de specii din Moldova. În ecosistemele acvatice înoată 83 de specii de pești.
Dintre animalele care populează această zonă, multe specii de amfibieni, reptile, mamifere și mai ales păsări sunt incluse în listele Convenției de la Berna⁠(d), Directivele Uniunii Europene privind habitatele și păsările, cât și în Cartea Roșie a Republicii Moldova și în documentul similar al țării vecine⁠(d).

### Arii protejate
Pădurile de colină sunt parte a rezervațiilor naturale Copanca (167 ha) și Leuntea (30,1 ha). În meandrele cursului principal al luncii Talmaza este localizată o rezervație de resurse, numită „Complex de soluri aluvionare, carbonatate, cernoziomice, de fâneață, mlăștinoase și înnămolite ale zonei basarabene de stepă” (200 ha), cât și rezervațiile naturale Olănești (108 ha) și mlaștina „Togai” (50 ha). Două dintre meandrele brațului mort le ocupă rezervația peisagistică Grădina Turcească (224 ha). În nordul zonei protejate se întinde un sector cu vegetație de stepă.
Cu scopul de reproducere a speciilor industrial valoroase ale ihtiofaunei, autoritățile autoproclamatei Republici Moldovenești Nistrene au înființat, în 2010, rezervația ihtiologică de stat „Turunciuc” cu o suprafață de 137,5 ha. Rezervația include sectorul Turunciuc începând de la Cioburciu până la podul din Glinoe.
În zonă sunt protejați și o serie de arbori seculari, printre care un stejar pedunculat între Leuntea și Copanca (250 ani), cât și patru stejari între Olănești și Crocmaz: trei castaneifolii (105 ani) și unul pedunculat (185 ani). Vârsta arborilor a fost evaluată în anul 2015.
Unele arii sunt candidate pentru a fi desemnate habitate de importanță europeană în conformitate cu programul Uniunii Europene Natura 2000.

## Valoare culturală și științifică

### Situri arheologice
Zona umedă are și valoare arheologică datorită descoperirilor de tumuli și de așezări cimeriene, getice, sarmate și slavice. Atât pe malul drept, cât și pe cel stând, până în 2004 au fost descoperite și studiate 116 monumente arheologice și cam tot atâtea gorgane.
Cele mai vechi monumente datează din paleolitic, circa 30 mii de ani în urmă, și sunt prezente în toate localitățile din zonă. Nistrul de Jos a fost intens populat și în eneoliticul târziu (mileniul IV î.Hr.), lucru atestat de monumentele din faza târzie a culturii Cucuteni-Tripoli, care reprezintă locuințe vechi și gorgane, majoritate descoperite prin săpături arheologice. Cele mai multe gorgane sunt amplasate în Olănești. Epoca bronzului (mileniile III-II î.Hr.) este reprezentată de gorgane ale tuturor culturilor cunoscute din această regiune: cultura Iamna, cultura catacombelor, cultura ceramicii, Sabatinovca. Cea mai mare concentrație este, iarăși, în Olănești, dar și în Palanca, unde a fost descoperit un grup de locuințe ale culturii Sabatinovca.
Și în epoca fierului timpuriu (secolele X î.Hr. – V) gorganele reprezintă cea mai mare parte a monumentelor arheologice, majoritatea aparținând diferitor grupe de sciți și sarmați. Se remarcă necropolele sciților târzii în satele Glinoe și Cioburciu din Stînga Nistrului, cât și necropola sarmațiană din Talmaza. Aceleiași perioade aparțin necropola getică din Olănești, așezarea-orășel getic din Tudora, așezarea greco-barbară din Tudora și Copanca, așezările culturii Poienești-Lukașevka din Purcari, precum și tezaure la Răscăieți și Olănești, unde, printre altele, a fost descoperit sfeșnicul din templul zeiței Artemis din Efes.
Monumentele caracteristice evului mediu sunt reprezentate de artefacte ale culturilor slave și a diferitor grupuri de nomazi (pecenegi, cumani), monumente din timpul Hoaredi de Aur și ale Moldovei timpurii. Reprezintă interes deosebit așezările slave de lângă Răscăieți și așezarea culturii balcano-dunărene Tudora 3. Majoritatea satelor curente au fost fondate în secolele Secolul XV-XVI.
În satele zonei protejate funcționează, în incinta școlilor și a caselor de cultură, mai multe muzee, în care sunt expuse numeroase obiecte vechi.

### Potențial turistic
Zona umedă „Nistrul de Jos” include componentele necesare organizării turismului exotic și ecologic, a argoturismului (inclusiv turismul vinicol), a turismului balnear și sportiv, a odihnei de vară etc. Trăsăturile de bază ale potențialului turistic sunt valoarea peisagistică, bogăția lumii animale și begetale, obiectele istorice, tradițiile și obiceiurile naționale, industria vinicolă dezvoltată ș.a.
Amplasarea de-a lungul fluviului Nistru permite organizarea diferitor tipuri de odihnă pe malul apei sau asociate cu deplasarea pe apă. De exemplu, în lunca Talmae turiștilor care oranizează competiții de tehnică a turismului acvatic, precum traversări ale traseului acvatic Nistru–Marea Neagră. Fliviul este navigat de turiști cu caiacul și alte bărci sportive, iar la intrarea în brațul Turunciuc se află un fragment complicat de terasă, utilizat pentru slalom.
Elementele de peisaj natural includ fragmente de gârneț cu poieni, un fragment de stepă, păduri seculare de luncă, meandre aproape închise, alte zone umede. Pot fi exploatate mai multe puncte de observație a naturii, și anume a vegetației primare și a faunei de insecte. Zona este de un interes aparte pentru ornitologi, care studiază populațiile păsărilor hidrofile și de baltă, cât și migrarea păsărilor. Mai pot fi observați cerbii nobili, căprioarele, cât și reptilele și amfibienii. Cu ajutorul unui echipament special, se fac observări și asupra liliecilor.

## Situație ecologică

### Starea curentă
Mai multe probleme contribuie la degradarea resurselor naturale din zonă. În primul rând, lipsește un organ de administrare a zonei, care ar putea proteja biodiversitatea și oferi o dezvoltare durabilă în regiune. Ecosistemele naturale silvice și ierboase au o suprafață relativ mică și sunt izolate, fiind înconjurate de terenuri arabile extinse și plantații artificiale. Practicarea agriculturii a contribuit în mare măsură la degradarea vegetației de stepă. Sistemul de perdele forestiere de-a lungul apelor este slab conservat. Situația dată reduce considerabil schimbul genetic între populațiile izolate, mai ales la plantele și animalele rare care populează habitatele de stepă, de exemplu șerpii.
Ecosistemele de vegetație spontană de stepă sunt în mare parte înlocuite de specii introduse, ca salcâmul alb, pinul negru, nucul, mai rar glădița ș.a. Multe fragmente de pădure sunt înconjurate de aceste plantații, iar unele specii, ca arțarul american sau, mai rar, ailantul, au pătruns în corpurile de pădure.
Se practică pășunarea nereglementată a vitelor, preponderent pe poieni și liziere. La fel, se cosește nesistematic, compoziția floristică fiind modificată, iar covorul ieros al pajiștilor devenind degradat și îmburuienat. Terenurile de stepă ocupă, preponderent, versanți abrupți impracticabili pentru agricultură, care sunt afectați de alunecări de teren și de pășunat. În prezent, nu se iau măsuri pentru îngrijirea și reconstrucția pășunilor.
Luncile sunt și ele într-o stare nesatisfăcătoare. Cu excepția unor puține locuri, s-au păstrat în fragmente mici împrejmuite de păduri și plantații sau întinse de-a lungul canalelor de irigare și a valurilor anti-viitură. Fertilitatea solului, odinioară garantată de comunitățile de luncă veritabilă și înmlăștinată, este afectată de leguminoase, care sunt fixatori ai azotului atmosferic.
Ultimele câteva decenii sunt caracterizate de schimbări climatice dăunătoare, mai ales secetele, care s-au manifestat în 1007, 2012 și 2015. Temperatura medie anuală în regiunea Nistrului de Jos era, până în 2000, de cca. 9,6 °C; către 2050, se estimează că această valoare va crește cu 1,6-1,7°C. Astfel, se așteaptă veri mai toride și precipitații mai sărace.

### Eforturi de conservare
Din punct de vedere a acțiunilor de ameliorare a situației ecologice în regiune, deocamdată lipsesc planurile locale de dezvoltare a teritoriului, inclusiv planuri de dezvoltare peisagistică, de măsuri antierozionale și de monitorizare a stării solurilor. Una din cauze este că legislația nu prevede un mecanism de control și o obligație de a lua măsuri. O altă cauză este lipsa aproape totală a unui asolament corect, acesta fiind bazat pe culturile furajere perene. Unele sectoare agricole private sunt amplasate chiar pe fâșia riverană de protecție a apelor, lucru care este interzis.
În ce privește schimbările climatice, Guvernul a adoptat Strategia de adaptare la schimbarea climei până în anul 2020 și Planul de acțiuni pentru implementarea acesteia, dar planul nu este îndeplinit.